# Ludwig Andreas Buchner
Ludwig Andreas Buchner, född 23 juli 1813 i München, död där 23 oktober 1897, var en tysk farmaceut; son till Johann Andreas Buchner.
Buchner blev 1847 extra ordinarie professor i medicinsk kemi och 1852 professor i farmaci i München. Han utgav efter faderns död "Repertorium für Pharmacie" (1853-76), till vilket han själv lämnade rikliga bidrag. År 1871 deltog han i kommissionen för avfattande av en "Pharmacopæa germanica", till vilken han skrev en utförlig kommentar (1872), varjämte han utgav smärre arbeten i kemi och farmaci.